# Бурая рисовка
Бурая рисовка (лат. Padda fuscata) — вид птиц семейства вьюрковых ткачиков.

## Ареал
Вид обитает на Тиморе и ближайших к нему островах.

## Описание
Внешне напоминает серую рисовку, обитающую западнее на Яве и Малых Зондских островах, но отличается раскраской и несколько меньшими размерами.
Это небольшая, длиной около 12 см, тёмно-коричневая птица с большим серебристо-голубым клювом, белыми щёками, розовыми ногами и кремово-белым животом. Половой диморфизм не выражен.
Рацион рисовок в основном состоит из риса и семян.

## Охранный статус
Из-за продолжающейся утраты среды обитания, ограниченного ареала и незаконного отлова для продажи, охранный статус бурой рисовки оценивается как близкий к уязвимому положению (NT) в Красном списке МСОП. Популяция оценивается в 10-20 тысяч особей.

## Систематика
Классифицирован Вьейо в 1807 году как Lonchura fuscata. Людвиг Рейхенбах выделил серую и бурую рисовку в отдельный род.